# Wereldbeker schaatsen 2007/2008 - Ploegenachtervolging vrouwen
De kalender voor de ploegenachtervolging vrouwen tijdens de wereldbeker schaatsen 2007/2008 zag er als volgt uit:
| Race | Plaats          | Datum            |
| ---- | --------------- | ---------------- |
| 1    | Calgary         | 18 november 2007 |
| 2    | Heerenveen      | 9 december 2007  |
| 3    | Baselga di Pinè | 3 februari 2008  |
| 4    | Heerenveen      | 24 februari 2008 |

## Eindpodium 2006/2007
| Medaille | Land      | Punten |
| -------- | --------- | ------ |
| Goud:    | Nederland | 240    |
| Zilver:  | Rusland   | 230    |
| Brons:   | Duitsland | 220    |

## Podia
| Wedstrijd:      | Goud:                                                               | Tijd    | Zilver:                                                            | Tijd    | Brons:                                                              | Tijd    |
| Calgary         | Duitsland Daniela Anschütz Anni Friesinger Claudia Pechstein        | 2.56,46 | Canada Kristina Groves Christine Nesbitt Shannon Rempel            | 2.59,18 | Rusland Jekaterina Abramova Galina Lichatsjova Jekaterina Lobysjeva | 3.01,04 |
| Heerenveen      | Nederland Paulien van Deutekom Renate Groenewold Diane Valkenburg   | 3.00,54 | Canada Cindy Klassen Christine Nesbitt Brittany Schussler          | 3.02,87 | Rusland Jekaterina Abramova Galina Lichatsjova Jekaterina Lobysjeva | 3.03,81 |
| Baselga di Pinè | Rusland Jekaterina Lobysjeva Jekaterina Abramova Galina Lichatsjova | 3.11,62 | Japan Maki Tabata Hiromi Otsu Masako Hozumi                        | 3.11,91 | Polen Katarzyna Wójcicka Karolina Ksyt Luiza Złotkowska             | 3.15,57 |
| Heerenveen      | Canada Kristina Groves Shannon Rempel Brittany Schussler            | 3.02,69 | Duitsland Daniela Anschütz-Thoms Katrin Mattscherodt Lucille Opitz | 3.02,80 | Japan Masako Hozumi Hiromi Otsu Maki Tabata                         | 3.03,15 |

## Eindstand
| #      | Land             | Schaatssters                                                                           | CAL | HEE1 | BAS | HEE2 | Totaal |
| ------ | ---------------- | -------------------------------------------------------------------------------------- | --- | ---- | --- | ---- | ------ |
| Goud   | Canada           | Groves, Klassen, Nesbitt, Rempel, Schussler                                            | 80  | 80   | 40  | 150  | 350    |
| Zilver | Duitsland        | Angermüller, Anschütz-Thoms, Beckert, Friesinger, Lipp, Mattscherodt, Opitz, Pechstein | 100 | 50   | 60  | 120  | 330    |
| Brons  | Rusland          | Abramova, Kaykan, Likhatsjova, Lobysjeva                                               | 70  | 70   | 100 | 90   | 330    |
| 4      | Japan            | Hozumi, Ishizawa, Otsu, Shinya, Tabata                                                 | 60  | 60   | 80  | 105  | 305    |
| 5      | Polen            | Czerwonka, Ksyt, Wójcicka, Złotkowska                                                  | 45  | 40   | 70  | -    | 155    |
| 6      | Nederland        | Boer, Van Deutekom, Groenewold, Van Riessen, Valkenburg                                | 36  | 100  | -   | -    | 136    |
| 7      | Verenigde Staten | Lamb, Manganello, Raney, Ringsred, Swider-Peltz, Jr.                                   | 40  | 45   | 50  | -    | 135    |
| 8      | Roemenië         | Anghel, Dumitru, Lazarescu, Oltean                                                     | 32  | 36   | 45  | -    | 113    |
| 9      | Wit-Rusland      | Badajeva, Jasenok, Radkevitsj                                                          | 28  | 32   | -   | -    | 60     |
| 10     | China            | Gao, Ji, Xu                                                                            | 50  | -    | -   | -    | 50     |